# Aartsbisdom São Paulo
Het aartsbisdom São Paulo (Latijn: Archidioecesis Sancti Pauli in Brasilia. Portugees: Arquidiocese de São Paulo) is een rooms-katholiek aartsbisdom in Brazilië met zetel in São Paulo. De Kathedraal van São Paulo is de zetel van het aartsbisdom. Het omvat de volgende suffragane bisdommen:
- Campo Limpo
- Guarulhos
- Mogi das Cruzes
- Nossa Senhora do Líbano em São Paulo (maronieten)
- Nossa Senhora do Paraíso em São Paulo (melkieten)
- Osasco
- Santo Amaro
- Santo André
- Santos
- São Miguel Paulista

Het aartsbisdom telt 7,9 miljoen inwoners, waarvan 65% rooms-katholiek is (cijfers 2020), verspreid over 304 parochies. De huidige aartsbisschop is kardinaal Odilo Pedro Scherer.

## Geschiedenis
Het bisdom São Paulo werd in 1745 opgericht als afsplitsing van het bisdom São Sebastião do Rio de Janeiro. Het verloor gebied aan het nieuw opgerichte bisdom Curitiba in 1892, aan Campanha in 1907, aan Botucatu, Campinas, Ribeirão Preto, São Carlos de Pinhal, Taubaté in 1908, toen het bisdom verheven werd tot aartsbisdom. Het verloor nadien nog gebied aan de nieuw opgericht bisdommen Santas en Sorocaba in 1924, Bragança Paulista in 1925, Santo André in 1954, Aparecida in 1958, Mogi das Cruzes in 1962, Jundiaí in 1966 en Camo Limpo, Osasco, Santo Amaro en São Miguel Paulista in 1989.
Er zijn twee pauselijke bezoeken geweest:
- juli 1980: Johannes Paulus II
- mei 2007: Benedictus XVI

## Bisschoppen

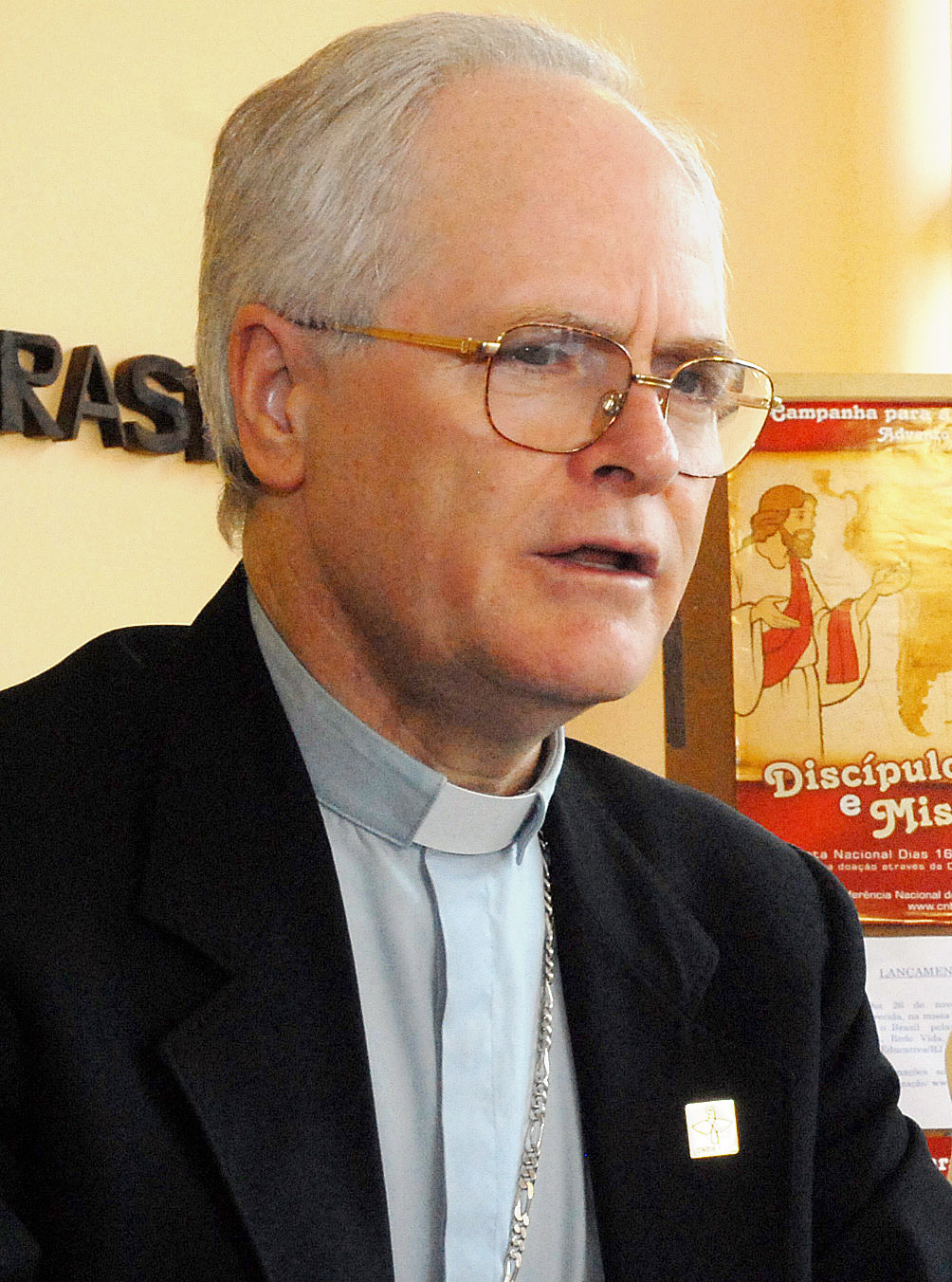
Kardinaal Scherer in 2006

- 1745-1748: Bernardo Rodrigues Nogueira
- 1750-1764: Antônio da Madre de Deus Galvão
- 1771-1789: Manoel da Ressurreição
- 1791-1795: Miguel Antonio da Cruz
- 1795-1824: Mateus de Abreu Pereira
- 1827-1847: Manoel Joaquim Gonçalves de Andrade
- 1852-1861: Antônio Joaquim de Mello
- 1861-1868: Sebastião Pinto do Rêgo
- 1872-1894: Lino Deodato Rodrigues de Carvalho
- 1894-1897: Joaquim Arcoverde de Albuquerque Cavalcanti
- 1898-1903: Antônio Cândido Alvarenga
- 1903-1906: José de Camargo Barros
- 1906-1938: Leopoldo Duarte e Silva
- 1939-1943: José Gaspar d’Afonseca e Silva
- 1944-1964: Carlos Carmelo de Vasconcellos Motta
- 1964-1970: Agnelo Rossi
- 1970-1998: Paulo Evaristo Arns
- 1998-2006: Cláudio Aury Affonso Hummes
- 2007-heden: Odilo Pedro Scherer